# Béla Miklós
Béla Miklós de Dálnok, född 11 juni 1890 i Budapest, död 21 november 1948 i Budapest, var en ungersk militär och politiker. År 1941 mottog han som förste ungerske officer tyska Riddarkorset för sina insatser i Slaget vid Kiev. Från augusti till oktober 1944 anförde han första ungerska armén. I opposition mot pilkorsledaren Ferenc Szálasi tillsattes Miklós i december 1944 som ungersk premiärminister av Högsta nationella rådet, bestående av bland andra kommunister, socialdemokrater och bondepartiet.

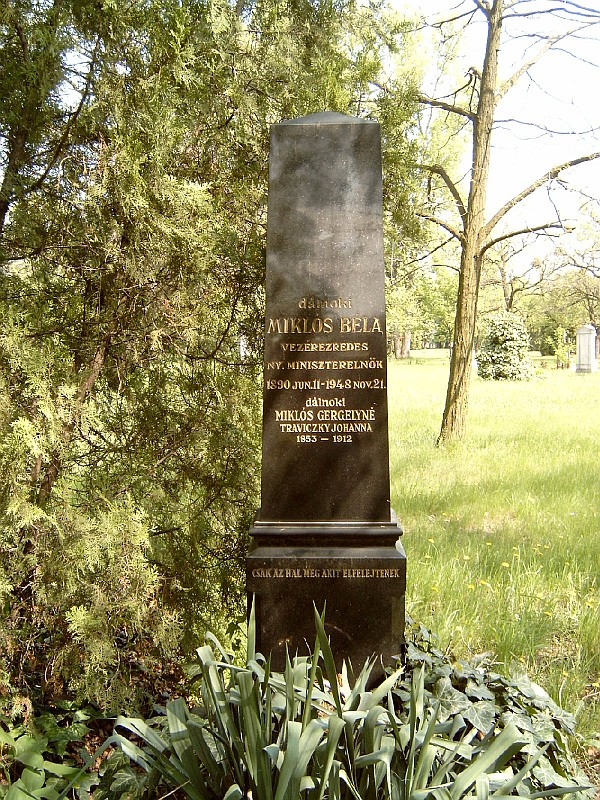
Béla Miklós grav på begravningsplatsen Kerepesi i Budapest.

### Webbkällor
- ”MIKLÓS Béla, dálnoki (1890–1948)” (på ungerska). Ki kicsoda?. Arkiverad från originalet den 14 juli 2013. https://www.webcitation.org/6I74SZtEx?url=http://www.bibl.u-szeged.hu/bibl/mil/ww2/who/miklos.html. Läst 14 juli 2013.